# 富群河
富群河，又称沙子江，位于中国广西壮族自治区东部，是桂江左岸支流，上游称招贤河，发源于贺州市平桂管理区公会镇东绿村北300米处，向南向西流经贺州公会镇，昭平县凤凰乡、樟木林乡和富罗镇，最后于马江镇汇入桂江。干流长93千米，平均比降1.81‰，流域面积1223平方千米。年均径流量6.19亿立方米。